# Lijst van voetbalinterlands Burkina Faso - Guinee
Deze lijst van voetbalinterlands is een overzicht van alle officiële voetbalwedstrijden tussen de nationale teams van Burkina Faso (dat tot 1984 Opper-Volta heette) en Guinee. De landen hebben tot op heden veertien keer tegen elkaar gespeeld. De eerste ontmoeting was een vriendschappelijke wedstrijd op 25 februari 1968 op een onbekende plaats in Opper-Volta. Het laatste duel, eveneens een vriendschappelijke wedstrijd, werd gespeeld op 15 november 2011 in Mantes-la-Jolie (Frankrijk).

## Wedstrijden
| №  | Plaats          | Datum            | Competitie             | Wedstrijd             | Uitslag |
| -- | --------------- | ---------------- | ---------------------- | --------------------- | ------- |
| 1  | ?               | 25 februari 1968 | Vriendschappelijk      | Opper-Volta − Guinee  | 2 − 0   |
| 2  | Conakry         | 31 maart 1968    | Vriendschappelijk      | Guinee − Opper-Volta  | 3 − 1   |
| 3  | Conakry         | 2 april 1968     | Vriendschappelijk      | Guinee − Opper-Volta  | 1 − 3   |
| 4  | Ibadan          | 10 januari 1973  | Afrikaanse Spelen 1973 | Guinee − Opper-Volta  | 3 − 2   |
| 5  | Ouagadougou     | 29 januari 1994  | Vriendschappelijk      | Burkina Faso − Guinee | 1 − 1   |
| 6  | Ouagadougou     | 12 januari 1997  | WK 1998 kwalificatie   | Burkina Faso − Guinee | 0 − 2   |
| 7  | Conakry         | 8 juni 1997      | WK 1998 kwalificatie   | Guinee − Burkina Faso | 3 − 1   |
| 8  | Ouagadougou     | 15 februari 1998 | Afrika Cup 1998        | Burkina Faso − Guinee | 1 − 0   |
| 9  | Ouagadougou     | 9 juli 2000      | WK 2002 kwalificatie   | Burkina Faso − Guinee | 2 − 3   |
| 10 | Sainte-Maxime   | 20 januari 2004  | Vriendschappelijk      | Guinee − Burkina Faso | 1 − 0   |
| 11 | Ouagadougou     | 28 maart 2009    | WK 2010 kwalificatie   | Burkina Faso − Guinee | 4 − 2   |
| 12 | Accra           | 11 oktober 2009  | WK 2010 kwalificatie   | Guinee − Burkina Faso | 1 − 2   |
| 13 | Mantes-la-Ville | 17 november 2010 | Vriendschappelijk      | Guinee − Burkina Faso | 1 − 2   |
| 14 | Mantes-la-Jolie | 15 november 2011 | Vriendschappelijk      | Guinee − Burkina Faso | 1 − 1   |

## Samenvatting
| Competitie        | Totaal gespeeld | Winst Burkina Faso | Gelijk | Winst Guinee | Doelsaldo Burkina Faso – Guinee |
| ----------------- | --------------- | ------------------ | ------ | ------------ | ------------------------------- |
| WK-kwalificatie   | 5               | 2                  | 0      | 3            | 9 − 11                          |
| Afrika Cup        | 1               | 1                  | 0      | 0            | 1 − 0                           |
| Afrikaanse Spelen | 1               | 0                  | 0      | 1            | 2 − 3                           |
| Vriendschappelijk | 7               | 3                  | 2      | 2            | 10 − 8                          |
| Totaal            | 14              | 6                  | 2      | 6            | 22 − 22                         |

Wedstrijden bepaald door strafschoppen worden, in lijn met de FIFA, als een gelijkspel gerekend.
FBF · A-internationals · Olympisch elftal · Burkinees vrouwenelftal
1960 – 1969 · 
1970 – 1979 · 
1980 – 1989 · 
1990 – 1999 · 
2000 – 2009 · 
2010 – 2019 ·
2020 − 2029
Algerije ·
Angola ·
Bahrein ·
België ·
Benin ·
Botswana ·
Burundi ·
Centraal-Afrikaanse Republiek ·
Chili ·
Comoren ·
Congo-Brazzaville ·
Congo-Kinshasa ·
Djibouti ·
Egypte ·
Equatoriaal-Guinea ·
Ethiopië ·
Gabon ·
Gambia ·
Ghana ·
Guinee ·
Guinee-Bissau ·
Iran ·
Ivoorkust ·
Kaapverdië ·
Kameroen ·
Kazachstan ·
Kenia ·
Kosovo · 
Lesotho ·
Liberia ·
Libië ·
Madagaskar ·
Malawi ·
Mali ·
Marokko ·
Mauritanië ·
Mozambique ·
Namibië ·
Niger ·
Nigeria ·
Noord-Korea ·
Oeganda ·
Oezbekistan ·
Oman ·
Qatar ·
Senegal ·
Seychellen ·
Sierra Leone ·
Soedan ·
Swaziland ·
Tanzania ·
Togo ·
Tunesië ·
Zambia ·
Zimbabwe ·
Zuid-Afrika ·
Zuid-Korea ·
Zuid-Soedan
Nigeria (2013)
FGF · A-internationals · Guinees vrouwenelftal
1960-1969 ·
1970-1979 ·
1980-1989 ·
1990-1999 ·
2000-2009 ·
2010-2019 ·
2020-2029
AC 1970 ·
AC 1974 ·
AC 1976 ·
AC 1980 ·
AC 1994 ·
AC 1998 ·
AC 2004 ·
AC 2006 ·
AC 2008 ·
AC 2012
1962 ·
1963 ·
1964 ·
1965 ·
1966 ·
1967 ·
1968 ·
1969 ·
1970 ·
1971 ·
1972 ·
1973 ·
1974 ·
1975 ·
1976 ·
1977 ·
1978 ·
1979 ·
1980 ·
1981 ·
1982 ·
1983 ·
1984 ·
1985 ·
1986 ·
1987 ·
1988 ·
1989 ·
1990 ·
1991 ·
1992 ·
1993 ·
1994 ·
1995 ·
1996 ·
1997 ·
1998 ·
1999 ·
2000 ·
2001 ·
2002 ·
2003 ·
2004 ·
2005 ·
2006 ·
2007 ·
2008 ·
2009 ·
2010 ·
2011 ·
2012 ·
2013 ·
2014 ·
2015 ·
2016 ·
2017 ·
2018 ·
2019 ·
2020 ·
2021 ·
2022 ·
2023 ·
2024
Algerije ·
Angola ·
Benin ·
Bermuda ·
Botswana ·
Brazilië ·
Burkina Faso ·
Burundi ·
Cambodja ·
Centraal-Afrikaanse Republiek ·
Chili ·
China ·
Comoren ·
Congo-Brazzaville ·
Congo-Kinshasa ·
DDR ·
Egypte ·
Equatoriaal-Guinea ·
Ethiopië ·
Gabon ·
Gambia ·
Ghana ·
Guinee-Bissau ·
Indonesië ·
Irak ·
Iran ·
Ivoorkust ·
Kaapverdië ·
Kameroen ·
Kenia ·
Kosovo ·
Lesotho ·
Liberia ·
Libië ·
Madagaskar ·
Malawi ·
Mali ·
Marokko ·
Mauritanië ·
Mauritius ·
Mozambique ·
Namibië ·
Niger ·
Nigeria ·
Noord-Korea ·
Oeganda ·
Rwanda ·
Senegal ·
Sierra Leone ·
Soedan ·
Somalië ·
Swaziland ·
Tanzania ·
Togo ·
Tsjaad ·
Tunesië ·
Turkije ·
Vanuatu ·
Venezuela ·
Vietnam ·
Zaïre ·
Zambia ·
Zimbabwe ·
Zuid-Afrika ·
Zuid-Jemen